# Hryvnia

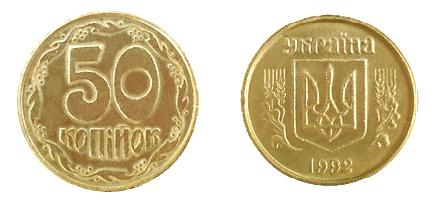
50 kopiyokmynt.

Hryvnia (ukrainska: гривня, IPA: /ˈɦrɪu̯nʲɑ/) är den valuta som används i Ukraina. Valutakoden är UAH. 1 hryvnia = 100 kopek / копійок (singularform kopijka).
Valutan infördes 1996 och ersatte den tidigare karbovanets (Карбованець) som infördes 1992 och som i sin tur ersatte den sovjetiska rubeln, som också hette karbovanets i Ukrainska SSR. Vid senaste bytet var omvandlingen 1 UAH = 100 000 karbovanets.
Hryvnia användes dock redan under Kievrikets tid och har troligen fått sitt namn från det ukrainska ordet för "man(ke)" (ukrainska: грива).

## Användning
Valutan ges ut av National Bank of Ukraine / Національний банк України - NBU som grundades 1992 och ombildades 1996. NBU har huvudkontoret i Kiev.

## Valörer
- mynt: 1 Hryvnia
- underenhet: 1, 2, 5, 10, 25 och 50 kopijka
- sedlar: 1, 2, 5, 10, 20, 50, 100, 200 och 500 UAH

## Grammatik
Nominativ singularis och genitiv singularis respektive pluralis brukas efter räkneord på liknande sätt i ukrainska som på andra slaviska språk: 1 гривня (hryvnia, nominativ singularis) likaså 21, 31 гривня ; efter tal vars namn slutar på 2, 3, 4 (alltså inte beroende på hur de skrivs med siffror) d.v.s. 22, 23, 24..102, 103, 104 och så vidare 2 гривні (hryvni, genitiv singularis); tal från 5 till 20 även 11, 12, 13 14 och tal vars namn slutar på 5, 6, 7, 8, 9, 0 t.ex. 48 гривень (hryvenj, genitiv pluralis) — 1 копійка (kopijka); 2, 3, 4 копійки (kopijky) och 5, 17 etc копійок (kopijok).